# Браду (комуна)
Браду (рум. Bradu) — комуна у повіті Арджеш в Румунії. До складу комуни входять такі села (дані про населення за 2002 рік):
- Браду (3561 особа)
- Джамена (1579 осіб)

Комуна розташована на відстані 102 км на захід від Бухареста, 9 км на південь від Пітешть, 99 км на північний схід від Крайови, 112 км на південний захід від Брашова.

## Населення
За даними перепису населення 2002 року у комуні проживали 5140 осіб.
Національний склад населення комуни:
| Національність | Кількість осіб | Відсоток |
| -------------- | -------------- | -------- |
| румуни         | 5053           | 98,3%    |
| цигани         | 83             | 1,6%     |
| угорці         | 4              | 0,1%     |

Рідною мовою назвали:
| Мова      | Кількість осіб | Відсоток |
| --------- | -------------- | -------- |
| румунська | 5059           | 98,4%    |
| циганська | 79             | 1,5%     |
| угорська  | 2              | < 0,1%   |

Склад населення комуни за віросповіданням:
| Релігія       | Кількість осіб | Відсоток |
| ------------- | -------------- | -------- |
| православні   | 5102           | 99,3%    |
| п'ятдесятники | 21             | 0,4%     |
| бретрени      | 11             | 0,2%     |
| римо-католики | 5              | 0,1%     |
| атеїсти       | 1              | < 0,1%   |